# Francelino Pereira
Francelino Pereira dos Santos (Amarante, 2 de julho de 1921 - Belo Horizonte, 21 de dezembro de 2017) foi um político brasileiro, foi governador de Minas Gerais de 15 de março de 1979 até 15 de março de 1983, eleito de forma indireta. E foi, ainda, eleito senador em 1994. Era filiado ao Democratas de Minas Gerais.
Na época do regime militar era figura com grande atuação junto a mídia na defesa de seu partido a ARENA. Entende-se que devido a sua atuação foi indicado pela ARENA para ser governador de Minas em vez de um político do estado.

## Biografia
Francelino Pereira dos Santos tornou-se testemunha e protagonista de alguns dos episódios mais importantes da Historia do Brasil na segunda metade do século XX. Ele nasceu em dois de julho de 1921, em Marimbondo, distrito de Angical do Piauí. O seu primeiro nome é uma homenagem a uma avo materna, Francelina de Sousa Soares, e ao padrinho de batismo, um amigo da família, Francelino Soares de Sousa. Os pais eram piauienses Venancio Pereira dos Santos e Maria Ana de Sousa. Tornou-se oitavo e ultimo filho.
A sua indicação ao governo de Minas Gerais foi uma surpresa, pois não era um político daquele estado. A sua indicação foi entendida como uma maneira de enfraquecer o crescente poder dos políticos do estado. Apesar desta surpresa, Francelino obteve os votos necessários da eleição indireta para ser governador.
Era um grande amigo pessoal do Romildo Borges Mendes, conhecido seu desde o nordeste, em Fortaleza (cidade do Romildo Borges Mendes) e em Teresina (onde ambos já moraram). E ainda foram, em Minas Gerais, grandes amigos e aliados políticos, ambos do ARENA. Quando Francelino Pereira ia a Montes Claros nunca deixava de ir, pois, à casa de seu amigo, com intuitos proseáticos.
Ocupou a Cadeira número 25 da Academia Mineira de Letras, cujo patrono é Augusta Franco. Ele era o terceiro sucessor da cadeira, a qual foi fundada por João Massena.

### Que país é este?
Quando o então general presidente do Brasil Ernesto Geisel havia prometido fazer uma abertura lenta e gradual, e  que os governadores de estado seriam eleitos pelo voto direto dentro de dois anos. Mas a oposição na época atuando no único partido de oposição permitido pelo governo, o MDB teve dúvidas sobre a seriedade desse compromisso.
O então presidente da Arena, Francelino Pereira, fez uma indagação que se tornou famosa:
“Que país é este, no qual as pessoas não confiam na firme vontade política do presidente da República de levar adiante a decisão amadurecida e consistente de dar continuidade à plena redemocratização?"
Mas depois Geisel lançou o então Pacote de Abril. que entre outras medidas implementou a eleição indireta para governador, face ao crescimento eleitoral da oposição.